# Бонасола
Бонасола (итал. Bonassola) је насеље у Италији у округу Ла Специја, региону Лигурија.
Према процени из 2011. у насељу је живело 597 становника. Насеље се налази на надморској висини од 12 м.

## Становништво
| 1931. | 1936. | 1951. | 1961. | 1971. | 1981. | 1991. | 2001. | 2011. |
| ----- | ----- | ----- | ----- | ----- | ----- | ----- | ----- | ----- |
| 1.537 | 1.548 | 1.608 | 1.429 | 1.190 | 1.138 | 1.071 | 974   | 995   |